# Orthotylus azalais
Orthotylus azalais är en insektsart som beskrevs av George Willis Kirkaldy 1902. Orthotylus azalais ingår i släktet Orthotylus och familjen ängsskinnbaggar. Inga underarter finns listade i Catalogue of Life.